# Брента (Варезе)
Брента (итал. Brenta) је насеље у Италији у округу Варезе, региону Ломбардија.
Према процени из 2011. у насељу је живело 1798 становника. Насеље се налази на надморској висини од 283 м.

## Становништво
| 1931. | 1936. | 1951. | 1961. | 1971. | 1981. | 1991. | 2001. | 2011. |
| ----- | ----- | ----- | ----- | ----- | ----- | ----- | ----- | ----- |
| 714   | 698   | 847   | 1.131 | 1.242 | 1.490 | 1.506 | 1.646 | 1.798 |